# Institut za genetičko inženjerstvo i biotehnologiju Sarajevo
Institut za genetičko inženjerstvo i biotehnologiju, poznat i po skraćenici INGEB, javna je bosanskohercegovačka naučna ustanova, članica Univerziteta u Sarajevu (UNSA). Afilijacijski je centar Međunarodnog centra za genetičko inženjerstvo i biotehnologiju (International Center for Genetic Engineering and Biotechnology – ICGEB), koji je osnovan kao specijalni projekat UN organizacije za industrijski razvoj (UNIDO – United Nations Industrial Development Organization)
Osnovan je pod nazivom: „Centar za genetičko inženjerstvo i biotehnologiju“ 1988. godine uz podršku Vlade SR BiH, ANUBiH i velikih bosanskohercegovačkih privrednih sistema. Aktom osnivanja, povjerena mu je funkcija kreatora i nosioca sveukupnog naučnog i stručnog rada u razvoju genetičkog inženjerstva i na njemu bazirane biotehnologije u BiH. Odgovarajućim zakonskim aktom, Skupština RBiH je 1993, početkom rata u BiH, preuzela pravo osnivača ove institucije, a kasnije, 1999, pravo osnivača INGEB-a (kao “javne ustanove koja će djelovati u okviru Univerziteta u Sarajevu”) preuzeo je Kanton Sarajevo

## Istorija
Biotehnologiju na bazi genetičkog inženjerstva, kao jednu od tri najpropulzivnije komponente tekućeg naučno-tehnološkog napretka, nadležni državni organi su svojevremeno uvrstili u prioritete Strategije i Programa naučno-tehnološkog razvoja BiH. Kao najracionalnija forma otjelovljenja usvojene istraživačke orijentacije, u tadašnjem sistemu finansiranja nauke, osnovana je institucija - nosilac razvoja ove oblasti u BiH: Centar za genetičko inženjerstvo i biotehnologiju (1988), a u okviru realizacije Društvenog cilja VI (Osposobljavanje za samostalan razvoj biotehnologija na bazi genetičkog inženjerstva u procesima proizvodnje hrane, uzgoja šuma, proizvodnje farmaceutskih i drugih bioloških supstanci). U periodu od 1988-91. obezbijeđena su krucijalna sredstva za nabavku i instaliranje kapitalne opreme. Paralelno je tekao i proces integrisanja kadrovskih, tehničkih i drugih bitnih potencijala za uspješan i efikasan rad Centra u skladu sa definisanim programskim ciljevima i dugoročnim projekcijama istraživanja u pripadajućim oblastima nauke i tehnologije.
Rat u Bosni i Hercegovini je izazvao teško sagledive posljedice i u razvoju genetičkog inženjerstva (i na njemu bazirane biotehnologije) kako materijalno, tako i kadrovski. U ratnim uvjetima, poduzet je niz aktivnosti na očuvanju organizaciono-funkcionalnog integriteta Centra, osposobljavanju za rad u ratnim uvjetima te stvaranju osnovnih uvjeta za što uspješniji nastavak djelovanja u poratnom periodu. Odgovarajućim zakonskim aktom (Službeni list RBiH 4/93), Skupština RBiH je (1993) preuzela pravo osnivača ove institucije i odredila joj status javne naučne ustanove “Institut za genetičko inženjerstvo i biotehnologiju, Sarajevo”. Kasnije je Zakonom o visokom obrazovanju, pravo osnivača Instituta (kao “javne ustanove koja će djelovati u okviru Univerziteta u Sarajevu”) preuzeo Kanton Sarajevo (1999).
Nakon završetka rata, značajna vlastita i druga međunarodna sredstva, investirana su u adaptaciju prostorija Instituta koji se do 2007. godine nalazio u Ulici Kemalbegova 10. Nakon potpisivanja Memoranduma o razumijevanju sa Međunarodnom komisijom za nestale osobe (ICMP), međunarodna zajednica je u adaptaciju prostora i nabavku visokosofisticirane opreme uložila preko 1.050.000 $. Kao partnerska institucija ICMP-u, INGEB je značajno doprinio utemeljenju i razvoju projekta Identifikacije žrtava rata u BiH, a u Institutu je realizirano i prvo profiliranje skeletnih ostataka koje je rezultiralo uspješnom identifikacijom. Od 2004, ICMP samostalno nastavlja aktivnosti na identifikaciji žrtava rata, dok se u Institutu, na bazi stečenih iskustava, nastavlja realizacija započetih ali i novih naučno-istraživačkih projekata u oblasti DNK analize kao i ostalih oblasti molekularne genetike, genetičkog inženjerstva, citogenetike, bioinformatike te humane i populacione genetike. Razvija i respektabilnu izdavačku djelatnost u pripadujućim naučnoistraživačkim oblastima. Te aktivnosti se organizuju u saradnji sa brojnim institucijama Univerziteta u Sarajevu, ali i sa uglednim međunarodnim centrima. Istovremeno, Institut (kadrovski, prostorno i infrastrukturno) učestvuje u realizaciji dodiplomske i postdiplomske nastave iz oblasti genetike na Univerzitetu u Sarajevu, Međunarodnom univerzitetu u Sarajevu i na Unverzitetu Burch. . U Institutu su 2005. oformljene posebne laboratorije, kao organizaciono-funkcionalne jedinice specifičnog istraživačkog i ekspertnog profila. Kadrovski i materijalni kapaciteti pojedinih laboratorija su se fleksibilno mijenjali i prilagođavali dolazećim potrebama i mogućnostima i zahtjevima tekućih naučno-istraživačkih aktivnosti.
Otvaranjem procesa denacionalizacije i privatizacije ispostavilo se da je Katolički Školski Centar izvorni vlasnik zgrade u kojoj je smješten Institut, što je nametnulo problem njegovog izmještanja sa početne lokacije. U julu 2007. Institut se privremeno smjestio u iznajmljeni prostor, da bi se konačni, namjenski smještaj ostvario januara 2012. u Kampusu Univerziteta u Sarajevu, a zahvaljujući podršci Rektorata UNSA i nadležnog ministarstva Kantona Sarajevo. Ovim činom su riješeni dugogodišnji problemi prostornog smještaja i statusa Instituta, čime su stvorene realne osnove za uspješno ostvarivanje dugoročnih projekcija razvoja i povjerenih osnivačkih funkcija u pripadajućim naučnim oblastima.

## Djelatnost
Djelatnost Instituta obuhvata sveukupni naučni i stručni rad u ostvarivanju funkcije nosioca razvoja genetičkog inženjerstva i na njemu bazirane biotehnologije u BiH, a naročito:
- fundamentalna istraživanja u oblasti genskog (DNK), hromosomskog i genomskog inženjerstva,
- fundamentalna istraživanja u početnim fazama razvoja, projektovanja i transfera biotehnologije na bazi genetičkog inženjerstva,
- kreativno učešće u programiranju dugoročnih projekcija razvoja biotehnologije na bazi genetičkog inženjerstva u BiH,
- koordiniranje naučno-istraživačkih i stručnih aktivnosti u stvaranju uvjeta za realizaciju prioritetnih pravaca razvoja genetičkog inženjerstva i biotehnologije u BiH,
- realizacija strateških segmenata Programa naučno-tehnološkog razvoja BiH u oblasti genetičkog inženjerstva i biotehnologije za potrebe proizvodnje hrane, medicine i farmacije, šumarstva i hortikulture, zaštite životne sredine i srodnih područja,
- edukacija kadrova za genetičko-inženjerska i molekularno-genetička istraživanja,
- edukacija kadrova za praćenje razvoja i transfer genetičkog inženjerstva i biotehnologije, u bosanskohercegovačkim i međunarodnim razmjerima,
- analize i ekspertske studije u sistemu kontrole kvaliteta životne i radne sredine, životnih namirnica, lijekova, higijenskih, kozmetičkih, zaštitnih i drugih sredstava,
- kreiranje i realizacija kontrole GMO i sistema biosigurnosti,
- saradnja sa odgovarajućim institucijama u oblasti genetičke konsultacije, medicinske dijagnostike, forenzičke i medikolegalne prakse,
- obavljanje odgovarajućih istraživačkih, edukacijskih i ekspertnih usluga pravnim i fizičkim licima u oblasti molekularne genetike, genetičkog inženjerstva i biotehnologije te biosigurnosti,
- koordinacija organizacionog i funkcionalnog povezivanja i saradnje sa kompetentnim inostranim institucijama u kreiranju istraživačkih programa i ostvarivanju istraživačke i edukativne funkcije,
- izdavanje naučnih i stručnih publikacija, i
- drugi komplementarni oblici naučnog i stručnog rada (prema sopstvenim programima, po ugovoru ili nalogu osnivača)[6].

## Upravna struktura
Pored direktora, upravljačko-stručnu strukturu INGEB-a su činili Naučno vijeće, Upravni odbor i Nadzorni odbor. Uspostavljanjem integrisanog Univerziteta u Sarajevu, odgovarajuće nadležnosti su prenesene na kompetentne organe UNSA, uz autonomno djelovanje Vijeća Instituta.

## Direktori Centra / Instituta
- Sabaheta Šaćiragić (1988–94.)
- Rifat Hadžiselimović (1994–2002)
- Kasim Bajrović (2002–15.)
- Naris Pojskić (2015. - )

## Organizacione jedinice – laboratorije
- Laboratorija za bioinformatiku i biostatistiku
- Laboratorija za citogenetiku i genotoksikologiju
- Laboratorija za forenzičku genetiku
- Laboratorija za GMO i biosigurnost hrane
- Laboratorija za humanu genetiku
- Laboratorija za molekularnu genetiku prirodnih resursa

## Naučni i stručni saradnici
- Prof. dr. Kasim Bajrović, naučni savjetnik
- Prof. dr. Naris Pojskić, naučni savjetnik, Laboratorija za bioinformatiku i biostatistiku
- Doc. dr. Adaleta Durmić Pašić, viša naučna saradnica, šefica Laboratorija za GMO i biosigurnost hrane
- Doc. dr. Lejla Kapur Pojskić, viša naučna saradnica, šefica Laboratorija za humanu genetiku
- Doc. dr. Sanin Haverić, viši naučni saradnik, šef Laboratorija za citogenetiku i genotoksikologiju
- Dr. Jasmina Čakar, naučna saradnica, šefica Laboratorija za forenzičku genetiku
- Dr. Anja Haverić, naučna saradnica
- Dr. Belma Kalamujić, naučna saradnica, šefica Laboratorija za molekularnu genetiku prirodnih resursa
- Dr. Naida Lojo-Kadrić, naučna saradnica
- Dr. Amra Kazić, stručna savjetnica
- Mr. Lejla Lasić, viša stručna saradnica
- Mr. Jasmin Ramić, viši stručni saradnik
- Mr. Gabrijela Radosavljević, stručna saradnica
- Mr. Maida Hadžić, stručna saradnica
- Mirela Džehverović, viša laborantica

## Vanjski saradnici
- Prof. dr. Rifat Hadžiselimović, naučni savjetnik
- Prof. dr. Damir Marjanović, naučni savjetnik
- Prof. dr. Lada Lukić Bilela
- Dr. Lejla Kovačević, viša asistentica
- Almir Medunjanin, Microsoft sistem administrator

## Institucionalna saradnja

### Međuinstitucionalna saradnja u BiH
- Akademija nauka i umjetnosti BiH
- Univerzitet u Sarajevu:
  - Fakultet sporta i tjelesnog odgoja
  - Fakultet zdravstvenih studija
  - Klinički centar Univerziteta u Sarajevu
  - Medicinski fakultet
  - Poljoprivredni fakultet
  - Prirodno-matematički fakultet
  - Stomatološki fakultet
  - Šumarski fakultet
  - Veterinarski fakultet

#### Univerzitet u Banjaluci
- Poljoprivredni institut, Banjaluka

### Vanuniverzitetske institucije
- Udruženje genetičara u Bosni i Hercegovini
- GENOFOND
- BIOSPELD
- Federalni zavod za poljoprivredu Sarajevo
- Federalni agromediteranski zavod Mostar
- JU Zavod za medicinu rada kantona Sarajevo
- Opća bolnica "Dr. Abdulah Nakaš", Sarajevo

### Međunarodna saradnja
- Fakultet za poljoprivredne nauke i hranu u Skoplju, Makedonija
- Fakultet za prirodne nauke i inženjerstvo Internacionalog Univerziteta u Sarajevu
- Institut "Ruđer Bošković", Zagreb, Hrvatska
- Institut za molekularnu biologiju Prirodoslovno-matematičkog fakulteta Zagreb,
- Institut za oceanografiju i ribarstvo u Splitu
- International Center for Genetic Engineering and Biotechnology Trst
- Systématique et Évolution Université Paris-Sud, Orsay
- Nacionalni inštitut za biologijo v Ljubljani, Slovenija
- TUBITAK, MRC – Research Institute for Genetic Engineering and Biotechnology, Gebze,
- Université d’Orléans, Faculté de Sciences, Département de Biologie, Orléans,

## Izdavačka djelatnost
- Bajrović K., Jevrić-Čaušević A., Hadžiselimović R. (2005): Uvod u genetičko inženjerstvo i biotehnologiju. INGEB, Sarajevo, Bosna i Hercegovina [36].
- Hadžiselimović R. (2005): Bioantropologija – biodiverzitet recentnog čovjeka. INGEB, Sarajevo, Bosna i Hercegovina [37].
- Hadžiselimović R., Pojskić N. (2005): Uvod u humanu imunogenetiku. INGEB, Sarajevo, Bosna i Hercegovina [38].
- Marjanović D., Dobrača I. i Drobnič K. (2005): Prikupljanje, prezervacija i transport uzoraka za DNK analizu. INGEB, Sarajevo, Bosna i Hercegovina [39].
- Sofradžija A., Muzaferović Š. (2007): Biodiverzitet sisara Bosne i Hercegovine – Katalog. INGEB, Sarajevo, Bosna I Hercegovina[40].
- Ibrulj S., Haverić S. i Haverić A. (2008): Citogenetičke metode-Primjena u medicini. INGEB, Sarajevo, Bosna i Hercegovina [41].
- Hadžiselimović, R. et al., Ur. (2008): "Jubilej INGEB 20", Institut za genetičko inženjerstvo i biotehnologiju Univerziteta u Sarajevu (prvih 20 godina: 1988.–2008. INGEB, Sarajevo, Bosna i Hercegovina[6]
- Marjanović D., Primorac D. (2009): Molekularna forenzična genetika. INGEB, Sarajevo, Bosna i Hercegovina[42].
- Kapur-Pojskić L., Oruč L., Kurtović-Kozarić A., Pojskić N. (2013): Uvod u psihijatrijsku genetiku. INGEB, Sarajevo, Bosna i Hercegovina[43].
- Pojskić L., Ur. (2014): Uvod u genetičko inženjerstvo i biotehnologiju, 2. izdanje. INGEB, Sarajevo, Bosna i Hercegovina[44].

## Spoljašnje veze
- http://www.unsa.ba/s/index.php
- https://web.archive.org/web/20180220103539/http://registar.nub.ba/
- http://www.ingeb.unsa.ba/
- http://www.icgeb.org/home-nd.html